# Galeb (poddružina)
Galebi, tudi morski galebi (znanstveno ime Larinae) je poddružina morskih ptic v družini galebov Laridae. Njihovi najbližji sorodniki so čigre in škarjekljuni, bolj oddaljeni pa njorke. Do 21. stoletja so skoraj vse galebe uvrščali v rod Larus, a se je kasneje izkazalo, da ta razvrstitev ni monofiletska. Zato so znanstveniki ponovno uvedli več ločenih rodov, ki bolje odražajo sorodstvene vezi med vrstami.
Galebi so običajno sivi ali beli, pogosto z značilnimi črnimi oznakami na glavi ali krilih. Običajno imajo glasne, vreščeče klice, močne kljune in plavalno kožico med prsti. Večina galebov gnezdi na tleh. Prehranjujejo se z ribami ali pa so mesojedci, ki lovijo živo hrano ali brskajo,  še posebno vrste iz rodu Larus.  Živa hrana pogosto vključuje rake, mehkužce, ribe in manjše ptice. Imajo čeljusti, ki se lahko raztegnejo, kar jim omogoča uživanje večjega plena. Običajno so to obalne ali celinske vrste, redko se odpravijo daleč na odprto morje, razen roda Rissa (triprstih galeb) in lastovičega galeba (Xema sabini). Večje vrste potrebujejo do štiri leta, da dosežejo polno odraslo operjenost, medtem ko je za manjše vrste tipično obdobje dve leti. Veliki galebi so običajno dolgožive ptice; za srebrnega galeba (Larus argentatus) je bila zabeležena najvišja starost 49 let.

## Etimologija
Knjižne sopomenke galeba so 'utva', 'tonovščica' in 'čajka', ki jih je slovenščina od hrvaščine prevzela v 19. stoletju. Tonovščica sicer označuje tudi rečnega galeba (Chroicocephalus ridibundus). Tržaški Slovenci galebu (tako morskemu kot rečnemu) pravijo 'kokal' ali 'konkal' (z različicami), ki izvira iz beneškega 'cocal'. V slovenščino je verjetno prišel preko stika z istrobeneškim 'kokal'. V Sočergi galebu pravijo 'morski golob', zato je Đuro Daničić, hrvaški filolog, sklepal, da sta 'golob' in 'galeb' podobnega izvora. V nekaterih krajih galebom pravijo tudi samo galebi, vendar ni znano, ali je to vpliv knjižne slovenščine ali gre za adaptacijo istrskih narečij.

## Prehrana
Galebi se najraje hranijo z ribami, nekateri med njimi pa lovijo žuželke. Prav žužkojede vrste galebov se morajo pred zimo seliti. Galebi, ki lovijo ribe v morju lahko ostanejo v svoji domovini tudi pozimi. Pogosto trgajo mrhovino, lovijo živi plen in brskajo za hrano po obali. Lovijo tudi kače.

## Razmnoževanje
Med razmnoževanjem se galebi zbirajo v velikanske jate. Kjer si izberejo gnezdišče prekrijejo vse obmorsko skalovje. Ker izkoristijo vsak prostorček in gnezdijo tako na gosto valilke odrivajo druga drugo. V eni zalegi znesejo 2 -4 jajca, ki so precej velika in imajo trdo, grobo zrnato lupino. Po barvi so rjavo zelena ali zelenkasto modra in porisana s pepelnato sivimi ali rjavkastimi pegami. Valita izmenoma samica in samec. Po treh ali štirih tednih, kar je odvisno od vremena se izvalijo mladiči, ki so porasli s puhom.

## Taksonomija
Družino Laridae je (kot Laridia) uvedel francoski polihistor Constantine Samuel Rafinesque leta 1815.
V vsakdanji rabi se pripadnike različnih vrst galebov pogosto označuje kot 'morski galebi'; vendar gre za neznanstveni izraz, ki ga večina ornitologov in biologov ne uporablja. Ime se običajno nanaša na lokalno vrsto (ali za vse galebe nasploh) in nima stalnega taksonomskega pomena. V pogovornem jeziku ljudje včasih kot »morske galebe« označujejo tudi druge ptice, ki galebom sicer niso taksonomsko sorodne, a po videzu nekoliko spominjajo nanje (npr. albatrosi, [[strmoglavci], čigre in  govnačke).
Ameriška ornitološka zveza je družine Sternidae, Stercorariidae Rhynchopidae združevala kot |poddružine znotraj družine Laridae. Vendar pa so raziskave iz začetka 21. stoletja pokazale, da takšna razvrstitev ni pravilna.
Molekularna filogenetska raziskava objavljena leta 2022, je prikazala sorodstvene odnose med posameznimi rodovi. Med novejšimi spremembami v razvrstitvi je tudi odločitev, da se Saundersov galeb uvrsti v lasten rod Saundersilarus.
|  | Creagrus – črno-beli galeb                                                                 |
|  |                                                                                            |
|  | \| \| Hydrocoloeus – mali galeb \| \| \| \| \| \| Rhodostethia – rožnati galeb \| \| \| \| |
|  |                                                                                            |
|  | Hydrocoloeus – mali galeb                                                                  |
|  |                                                                                            |
|  | Rhodostethia – rožnati galeb                                                               |
|  |                                                                                            |

|  | Hydrocoloeus – mali galeb    |
|  |                              |
|  | Rhodostethia – rožnati galeb |
|  |                              |

|  | Rissa – (2 vrsti)                                                                  |
|  |                                                                                    |
|  | \| \| Xema – Lastovičji galeb \| \| \| \| \| \| Pagophila – beli galeb \| \| \| \| |
|  |                                                                                    |
|  | Xema – Lastovičji galeb                                                            |
|  |                                                                                    |
|  | Pagophila – beli galeb                                                             |
|  |                                                                                    |

|  | Xema – Lastovičji galeb |
|  |                         |
|  | Pagophila – beli galeb  |
|  |                         |

|  | Leucophaeus – (5 vrst)                                                       |
|  |                                                                              |
|  | \| \| Ichthyaetus – (6 vrst) \| \| \| \| \| \| Larus – (24 vrst) \| \| \| \| |
|  |                                                                              |
|  | Ichthyaetus – (6 vrst)                                                       |
|  |                                                                              |
|  | Larus – (24 vrst)                                                            |
|  |                                                                              |

|  | Ichthyaetus – (6 vrst) |
|  |                        |
|  | Larus – (24 vrst)      |
|  |                        |

|  | Leucophaeus – (5 vrst)                                                       |
|  |                                                                              |
|  | \| \| Ichthyaetus – (6 vrst) \| \| \| \| \| \| Larus – (24 vrst) \| \| \| \| |
|  |                                                                              |
|  | Ichthyaetus – (6 vrst)                                                       |
|  |                                                                              |
|  | Larus – (24 vrst)                                                            |
|  |                                                                              |

|  | Ichthyaetus – (6 vrst) |
|  |                        |
|  | Larus – (24 vrst)      |
|  |                        |

|  | Leucophaeus – (5 vrst)                                                       |
|  |                                                                              |
|  | \| \| Ichthyaetus – (6 vrst) \| \| \| \| \| \| Larus – (24 vrst) \| \| \| \| |
|  |                                                                              |
|  | Ichthyaetus – (6 vrst)                                                       |
|  |                                                                              |
|  | Larus – (24 vrst)                                                            |
|  |                                                                              |

|  | Ichthyaetus – (6 vrst) |
|  |                        |
|  | Larus – (24 vrst)      |
|  |                        |

|  | Leucophaeus – (5 vrst)                                                       |
|  |                                                                              |
|  | \| \| Ichthyaetus – (6 vrst) \| \| \| \| \| \| Larus – (24 vrst) \| \| \| \| |
|  |                                                                              |
|  | Ichthyaetus – (6 vrst)                                                       |
|  |                                                                              |
|  | Larus – (24 vrst)                                                            |
|  |                                                                              |

|  | Ichthyaetus – (6 vrst) |
|  |                        |
|  | Larus – (24 vrst)      |
|  |                        |

|  | Rissa – (2 vrsti)                                                                  |
|  |                                                                                    |
|  | \| \| Xema – Lastovičji galeb \| \| \| \| \| \| Pagophila – beli galeb \| \| \| \| |
|  |                                                                                    |
|  | Xema – Lastovičji galeb                                                            |
|  |                                                                                    |
|  | Pagophila – beli galeb                                                             |
|  |                                                                                    |

|  | Xema – Lastovičji galeb |
|  |                         |
|  | Pagophila – beli galeb  |
|  |                         |

|  | Leucophaeus – (5 vrst)                                                       |
|  |                                                                              |
|  | \| \| Ichthyaetus – (6 vrst) \| \| \| \| \| \| Larus – (24 vrst) \| \| \| \| |
|  |                                                                              |
|  | Ichthyaetus – (6 vrst)                                                       |
|  |                                                                              |
|  | Larus – (24 vrst)                                                            |
|  |                                                                              |

|  | Ichthyaetus – (6 vrst) |
|  |                        |
|  | Larus – (24 vrst)      |
|  |                        |

|  | Leucophaeus – (5 vrst)                                                       |
|  |                                                                              |
|  | \| \| Ichthyaetus – (6 vrst) \| \| \| \| \| \| Larus – (24 vrst) \| \| \| \| |
|  |                                                                              |
|  | Ichthyaetus – (6 vrst)                                                       |
|  |                                                                              |
|  | Larus – (24 vrst)                                                            |
|  |                                                                              |

|  | Ichthyaetus – (6 vrst) |
|  |                        |
|  | Larus – (24 vrst)      |
|  |                        |

|  | Leucophaeus – (5 vrst)                                                       |
|  |                                                                              |
|  | \| \| Ichthyaetus – (6 vrst) \| \| \| \| \| \| Larus – (24 vrst) \| \| \| \| |
|  |                                                                              |
|  | Ichthyaetus – (6 vrst)                                                       |
|  |                                                                              |
|  | Larus – (24 vrst)                                                            |
|  |                                                                              |

|  | Ichthyaetus – (6 vrst) |
|  |                        |
|  | Larus – (24 vrst)      |
|  |                        |

|  | Leucophaeus – (5 vrst)                                                       |
|  |                                                                              |
|  | \| \| Ichthyaetus – (6 vrst) \| \| \| \| \| \| Larus – (24 vrst) \| \| \| \| |
|  |                                                                              |
|  | Ichthyaetus – (6 vrst)                                                       |
|  |                                                                              |
|  | Larus – (24 vrst)                                                            |
|  |                                                                              |

|  | Ichthyaetus – (6 vrst) |
|  |                        |
|  | Larus – (24 vrst)      |
|  |                        |

|  | Creagrus – črno-beli galeb                                                                 |
|  |                                                                                            |
|  | \| \| Hydrocoloeus – mali galeb \| \| \| \| \| \| Rhodostethia – rožnati galeb \| \| \| \| |
|  |                                                                                            |
|  | Hydrocoloeus – mali galeb                                                                  |
|  |                                                                                            |
|  | Rhodostethia – rožnati galeb                                                               |
|  |                                                                                            |

|  | Hydrocoloeus – mali galeb    |
|  |                              |
|  | Rhodostethia – rožnati galeb |
|  |                              |

|  | Rissa – (2 vrsti)                                                                  |
|  |                                                                                    |
|  | \| \| Xema – Lastovičji galeb \| \| \| \| \| \| Pagophila – beli galeb \| \| \| \| |
|  |                                                                                    |
|  | Xema – Lastovičji galeb                                                            |
|  |                                                                                    |
|  | Pagophila – beli galeb                                                             |
|  |                                                                                    |

|  | Xema – Lastovičji galeb |
|  |                         |
|  | Pagophila – beli galeb  |
|  |                         |

|  | Leucophaeus – (5 vrst)                                                       |
|  |                                                                              |
|  | \| \| Ichthyaetus – (6 vrst) \| \| \| \| \| \| Larus – (24 vrst) \| \| \| \| |
|  |                                                                              |
|  | Ichthyaetus – (6 vrst)                                                       |
|  |                                                                              |
|  | Larus – (24 vrst)                                                            |
|  |                                                                              |

|  | Ichthyaetus – (6 vrst) |
|  |                        |
|  | Larus – (24 vrst)      |
|  |                        |

|  | Leucophaeus – (5 vrst)                                                       |
|  |                                                                              |
|  | \| \| Ichthyaetus – (6 vrst) \| \| \| \| \| \| Larus – (24 vrst) \| \| \| \| |
|  |                                                                              |
|  | Ichthyaetus – (6 vrst)                                                       |
|  |                                                                              |
|  | Larus – (24 vrst)                                                            |
|  |                                                                              |

|  | Ichthyaetus – (6 vrst) |
|  |                        |
|  | Larus – (24 vrst)      |
|  |                        |

|  | Leucophaeus – (5 vrst)                                                       |
|  |                                                                              |
|  | \| \| Ichthyaetus – (6 vrst) \| \| \| \| \| \| Larus – (24 vrst) \| \| \| \| |
|  |                                                                              |
|  | Ichthyaetus – (6 vrst)                                                       |
|  |                                                                              |
|  | Larus – (24 vrst)                                                            |
|  |                                                                              |

|  | Ichthyaetus – (6 vrst) |
|  |                        |
|  | Larus – (24 vrst)      |
|  |                        |

|  | Leucophaeus – (5 vrst)                                                       |
|  |                                                                              |
|  | \| \| Ichthyaetus – (6 vrst) \| \| \| \| \| \| Larus – (24 vrst) \| \| \| \| |
|  |                                                                              |
|  | Ichthyaetus – (6 vrst)                                                       |
|  |                                                                              |
|  | Larus – (24 vrst)                                                            |
|  |                                                                              |

|  | Ichthyaetus – (6 vrst) |
|  |                        |
|  | Larus – (24 vrst)      |
|  |                        |

|  | Rissa – (2 vrsti)                                                                  |
|  |                                                                                    |
|  | \| \| Xema – Lastovičji galeb \| \| \| \| \| \| Pagophila – beli galeb \| \| \| \| |
|  |                                                                                    |
|  | Xema – Lastovičji galeb                                                            |
|  |                                                                                    |
|  | Pagophila – beli galeb                                                             |
|  |                                                                                    |

|  | Xema – Lastovičji galeb |
|  |                         |
|  | Pagophila – beli galeb  |
|  |                         |

|  | Leucophaeus – (5 vrst)                                                       |
|  |                                                                              |
|  | \| \| Ichthyaetus – (6 vrst) \| \| \| \| \| \| Larus – (24 vrst) \| \| \| \| |
|  |                                                                              |
|  | Ichthyaetus – (6 vrst)                                                       |
|  |                                                                              |
|  | Larus – (24 vrst)                                                            |
|  |                                                                              |

|  | Ichthyaetus – (6 vrst) |
|  |                        |
|  | Larus – (24 vrst)      |
|  |                        |

|  | Leucophaeus – (5 vrst)                                                       |
|  |                                                                              |
|  | \| \| Ichthyaetus – (6 vrst) \| \| \| \| \| \| Larus – (24 vrst) \| \| \| \| |
|  |                                                                              |
|  | Ichthyaetus – (6 vrst)                                                       |
|  |                                                                              |
|  | Larus – (24 vrst)                                                            |
|  |                                                                              |

|  | Ichthyaetus – (6 vrst) |
|  |                        |
|  | Larus – (24 vrst)      |
|  |                        |

|  | Leucophaeus – (5 vrst)                                                       |
|  |                                                                              |
|  | \| \| Ichthyaetus – (6 vrst) \| \| \| \| \| \| Larus – (24 vrst) \| \| \| \| |
|  |                                                                              |
|  | Ichthyaetus – (6 vrst)                                                       |
|  |                                                                              |
|  | Larus – (24 vrst)                                                            |
|  |                                                                              |

|  | Ichthyaetus – (6 vrst) |
|  |                        |
|  | Larus – (24 vrst)      |
|  |                        |

|  | Leucophaeus – (5 vrst)                                                       |
|  |                                                                              |
|  | \| \| Ichthyaetus – (6 vrst) \| \| \| \| \| \| Larus – (24 vrst) \| \| \| \| |
|  |                                                                              |
|  | Ichthyaetus – (6 vrst)                                                       |
|  |                                                                              |
|  | Larus – (24 vrst)                                                            |
|  |                                                                              |

|  | Ichthyaetus – (6 vrst) |
|  |                        |
|  | Larus – (24 vrst)      |
|  |                        |

## Seznam vrst
To je seznam 54 vrst galebov, predstavljeni v taksonomskem zaporedju.
| Slika | Rod                                                    | Vrsta |
| ----- | ------------------------------------------------------ | --- |
|       | Larus Linnaeus, 1758                                   | - Larus pacificus - Larus belcheri - Larus atlanticus - Larus crassirostris - Larus heermanni heermannov galeb - Larus canus sivi galeb - Larus brachyrhynchus - Larus delawarensis progastokljuni galeb - Larus californicus kalifornijski galeb - Larus marinus veliki galeb - Larus dominicanus oceanski galeb ("karoro" v Novi Zelandiji) - Larus dominicanus vetula - Larus glaucescens sinji galeb - Larus occidentalis zahodni galeb - Larus livens - Larus hyperboreus ledni galeb - Larus glaucoides polarni galeb - Larus glaucoides kumlieni - Larus glaucoides thayeri - Larus argentatus srebrni galeb - Larus smithsonianus ameriški srebrni galeb - Larus cachinnans črnomorski galeb - Larus michahellis rumenonogi galeb - Larus vegae - Larus armenicus armenski galeb - Larus schistisagus kamčatski galeb - Larus fuscus rjavi galeb - Larus fuscus heuglini |
|       | Ichthyaetus Kaup, 1829                                 | - rdečemorski galeb Ichthyaetus leucophthalmus - čadasti galeb Ichthyaetus hemprichii - ribji galeb Ichthyaetus ichthyaetus - sredozemski galeb Ichthyaetus audouinii - črnoglavi galeb Ichthyaetus melanocephalus - reliktni galeb Ichthyaetus relictus |
|       | Leucophaeus Bruch, 1853                                | - delfinji galeb Leucophaeus scoresbii - azteški galeb Leucophaeus atricilla - prerijski galeb Leucophaeus pipixcan - Leucophaeus fuliginosus - Leucophaeus modestus |
|       | Chroicocephalus Eyton, 1836                            | - Chroicocephalus novaehollandiae - Chroicocephalus novaehollandiae scopulinus - Chroicocephalus utunui (izmrl) - Chroicocephalus hartlaubii - Chroicocephalus maculipennis - Chroicocephalus cirrocephalus sivoglavi galeb - Chroicocephalus serranus andski galeb - Chroicocephalus bulleri črnokljuni galeb - Chroicocephalus brunnicephalus rjavoglavi galeb - Chroicocephalus ridibundus rečni galeb - Chroicocephalus genei' zalivski galeb - Chroicocephalus philadelphia ameriški rečni galeb |
|       | Saundersilarus Dwight, 1926                            | - Saundersilarus saundersi kratkokljuni galeb |
|       | Hydrocoloeus Kaup, 1829 (lahko vključuje Rhodostethia) | - Hydrocoloeus minutus mali galeb |
|       | Rhodostethia MacGillivray, 1842                        | - Rhodostethia rosea rožnati galeb |
|       | Rissa Stephens, 1826                                   | - Rissa tridactyla triprsti galeb - Rissa brevirostris |
|       | Pagophila Kaup, 1829                                   | - Pagophila eburnea beli galeb |
|       | Xema Leach, 1819                                       | - Xema sabini lastovičji galeb |
|       | Creagrus Bonaparte, 1854                               | - Creagrus furcatus |

Med večje vrste galebov spada srebrni galeb (Larus argentatus). Dolg je 57 cm. Pogost je ob obalah Severnega morja in južnega dela Ledenega morja. Leta tudi ob obalah Severne Amerike. Ob sredozemskih obalah kot tudi ob jadranski obali ga srečujemo vsak dan in povsod.
Pogost prebivalec severnih morskih obal je sivi galeb (Larus canus) Zadržuje se predvsem na severnejših morskih obalah , vendar pa jo najdemo tudi na obalah Sredozemskega morja. Dolga je 40 cm, sprednja polovica repa in konice peruti so rjavkasto črne. Gnezdi od severnonemških obal proti severu. Njeno selitveno območje se razteza prek vse Evrope, velikega dela Azije in severne Afrike.
Med galebi s temno zgornjo stranjo je znan morski galeb ali velika tonovščica (Larus marinus). Dolg je 74 cm. Živi v skrajno severnih deželah Evrope in Severne Amerike. Pozimi preleti obale severnega morja in prileti vse do Pirinejskega polotoka.
Ob jezerih in rekah živi rečni galeb (Chroicocephalus ridibundus). Dolg je 38 cm, kljun in noge ima rdeče. Rečni galeb so pogosto naseljene južno od 60º severne širine in gnezdijo tja do 30º severne širine, zato jih najdemo ob vseh evropskih in azijskih jezerih in rekah.